# Liège-Bastogne-Liège 1924
La 14e édition de Liège-Bastogne-Liège a eu lieu le 10 août 1924 et a été remportée par le Belge René Vermandel. C'est la deuxième victoire de René Vermandel à la Doyenne après celle de l'année précédente.
Un groupe de dix hommes se présente à l'arrivée de cette quatorzième édition de la Doyenne. Le sprint est remporté par René Vermandel devant Adelin Benoît et Jules Matton. 27 coureurs étaient au départ et 14 à l'arrivée. 

## Classement
| n° | Coureur             | Équipe    | Temps           |
| -- | ------------------- | --------- | --------------- |
| 1  | René Vermandel      | Alcyon    | 8 h 14 min 00 s |
| 2  | Adelin Benoît       | M. Buysse | m.t.            |
| 3  | Jules Matton        | Thomann   | m.t.            |
| 4  | Albert Bolly        | -         | m.t.            |
| 5  | Denis Verschueren   | Wonder    | m.t.            |
| 6  | Maurice Dewaele     | Wonder    | m.t.            |
| 7  | Félix Sellier       | Alcyon    | m.t.            |
| 8  | Léon Devos          | Delage    | m.t.            |
| 9  | Émile Masson senior | Alcyon    | m.t.            |
| 10 | Léon Luites         | -         | m.t.            |